# Hans Berger (Boxer)
Johannes Wilhelm Maria „Hans“ Berger (* 6. Januar 1906 in Duisburg; † 21. Dezember 1973 in Siegen) war ein deutscher Boxer.

## Biografie
Hans Berger trat bei den Olympischen Sommerspielen 1932 in Los Angeles im Halbschwergewicht an. In der ersten Runde unterlag er dem späteren Olympiasieger David Carstens aus Südafrika nach Punkten. Im gleichen Jahr sowie im Folgejahr wurde er deutscher Vizemeister.